# Recensement de Colombie de 2005
Le recensement de République de Colombie de 2005 est un recensement de la population lancé en 2005 dans la République de Colombie.
Il était initialement prévu en 2001 puis en 2003, mais l'Institut national de la statistique et du recensement n'a pas eu suffisamment de ressources pour le réaliser avant 2005.
Le recensement compte 45 421 609 colombiens dans le monde : 42 090 502 vivant sur le territoire national et 3 331 107 vivant à l'étranger.[réf. nécessaire]